# Kalemie
«  Albertville (Congo belge) » redirige ici. Pour les autres significations, voir Albertville (homonymie).
Cet article possède des paronymes, voir Kalem et Kaliémie.
Kalemie, anciennement Albertville ou Albertstad en l'honneur du roi des Belges Albert Ier, est une ville de la république démocratique du Congo, chef-lieu de la province du Tanganyika.

## Géographie
Située sur la route nationale 5 à 2144 km à l'est de la capitale Kinshasa, elle est, avec Baraka, l'une des principales villes de la côte occidentale du lac Tanganyika. Kalemie est le point de départ d'une ligne de chemin de fer de la Société nationale des chemins de fer du Congo qui rejoint la ligne nord-sud (Kindu-Lubumbashi) à la ville de Kabalo.

## Histoire

La cathédrale Saint-Albert, sur la place Colline d'État.

La ville fut fondée le 3 janvier 1892 par Jacques de Dixmude et fut ensuite rapidement assiégée et attaquée par les troupes de Rumaliza, à l'occasion des campagnes de l'État indépendant du Congo contre les Arabo-Swahilis.
Le poste militaire d'Albertville a été fondé le 30 décembre 1891 par le capitaine Jacques de l'État indépendant du Congo. Il est situé à 15 kilomètres au sud de la rivière Lukuga.Le sergent Alexis Vrithoff a été tué le 5 avril 1892, lors de la défense d'Albertville contre une attaque des marchands d'esclaves arabes.La station a été assiégée par les Arabes sur la base de Kataki du 16 août 1892 jusqu'au 1er janvier 1893. Après que les Arabes eurent quitté le territoire, Albertville a été peu à peu abandonnée, et le nom est resté attaché au poste militaire de Mutoa au nord de la Lukuga, le site de l'actuelle Kalemie. En 1914 et 1915, Albertville a constitué une base pour les forces belges et britanniques (sous commandement de Geoffrey Spicer-Simson) dans la campagne de l'Afrique de l'Est[réf. nécessaire].
Le chemin de fer a atteint Albertville en 1915, et en 1916, le port a été créé et les mines de charbon à Greinerville ouvertes. Albertville a été attaquée par des mercenaires du major Mike Hoare au cours d'opérations contre la rébellion Simba en août 1964. En 1971, à la suite de la zaïrianisation, Albertville a changé son nom en Kalemie[réf. nécessaire].

## Environnement
Kalemie a un paysage qui comprend trois zones Protégées dont :  1. la réserve de faune de Kabobo (147.000 ha), 2. la réserve de chasse de Luama-Katanga (230.000ha) et 3. la réserve naturelle de Ngandja (289.000ha). La zone est habitée par plusieurs groupes ethniques dont les Batwa et les Bantous. 

## Administration
Avec 151 337 électeurs recensés en 2018, la ville de Kalemie est divisée en trois communes de moins de 80 000 électeurs :
- Kalemie (7 conseillers municipaux) ;
- Lac (7 conseillers municipaux) ;
- Lukuga (7 conseillers municipaux).

## Population
Le recensement date de 1984, l'accroissement annuel de la population est estimé à -0,02 en 2012,.
| 1951    | 1984   | 2004   | 2012    |
| ------- | ------ | ------ | ------- |
| 12 354. | 73 528 | 92 971 | 146 974 |

## Économie
Kalemie possède un aéroport (code AITA : FMI).
La construction d'une ligne de chemin de fer de Kalemie jusqu'à Bukavu en passant par la ville de Baraka pour désenclaver la région du Kivu a été proposée[Par qui ?],[Quand ?].
Une importante usine de filature, la FILTISAF, fondée en 1947, occupe 1 500 ouvriers jusqu'au milieu des années 1980 ; elle est ensuite reprise par le groupe UNIBRA puis cédée à l'État zaïrois au début des années 1990. L'usine dispose d'un dispensaire et de son propre quartier de logements pour ses cadres expatriés et indigènes. La FILTISAF n'est plus opérationnelle depuis plusieurs années[Depuis quand ?].  Une partie du bâtiment de son usine est même occupée par la Mission de l'Organisation des Nations unies en République démocratique du Congo depuis 2002. Le quartier FILTISAF loge depuis plus de 10 ans[Depuis quand ?] un nombre important de membres du personnel international de la MONUC.
Kalemie possède également une cimenterie : Ciment Lacs. Le commerce est exercé par les Nande venus du Nord-Kivu.
La pêche dans le Lac Tanganika est l'une des activités économiques principales de Kalemie. Ses poissons (Ndakala et Mikebuka) sont exportés dans plusieurs villes du pays dont la capitale Kinshasa, et surtout les chefs lieux des deux Kasaï.[réf. nécessaire]

## Personnalités liées à la ville
- John Banza Lunda (1974-), homme politique de la République démocratique du Congo, y est né.